# 2G busz (Tata)
A tatai 2G jelzésű autóbusz a Vasútállomás és a Fellner Jakab utca között közlekedik a Golf Hotel érintésével a nyári tanszünetben a 2-es  busz helyett. A viszonylatot a MÁV Személyszállítási Zrt. üzemelteti.

## Története
A viszonylatot a MÁV Személyszállítási Zrt. hozta létre a 2025 június 21-én életbe lépő nyári menetrend részeként.

## Útvonala
| Fellner Jakab utca felé | Vasútállomás felé |
| --- | --- |
| Vasútállomás – Gesztenye fasor – Mikovényi utca – Almási utca – Május 1. út – Komáromi utca – Kossuth tér – Kocsi utca – Fekete út – Kocsi utca – Fellner Jakab utca – Fellner Jakab utca | Fellner Jakab utca – Fellner Jakab utca – Kocsi utca – Fekete út – Kocsi utca – Kossuth tér – Komáromi utca – Május 1. út – körforgalom – Május 1. út – Oroszlányi út – Új út – Bezerédi utca – Mikovényi utca – Gesztenye fasor – Vasútállomás |

## Megállóhelyei
Mivel a viszonylat csak a nyári tanszünetben közlekedik, így a nyári tanszüneti menetrend szerinti átszállási kapcsolatok vannak feltüntetve.
| 0  | Vasútállomás Végállomás        | 27 | 1, 1M, 1R, 1T, 9, 9M 8462, 8706 S10 G10 IC, gyorsvonat, expresszvonat |
| 2  | Gesztenye fasor                | 25 | |
| 3  | Mikovényi utca                 | 24 | |
| 4  | Bajcsy-Zsilinszky utca         | ʃ  | |
| ʃ  | Új út                          | 23 | |
| 5  | Városközpont                   | 20 | 1, 1M, 1R, 1T, 5, 5A, 5AF, 5FA, 5T, 7, 7A, 8, 9, 9M 804, 814, 8400, 8406, 8462, 8463, 8465, 8466, 8467, 8472, 8700, 8706, 8716 1824, 1841 |
| 7  | Autóbusz-állomás (Május 1. út) | 18 | Helyben: 1, 1M, 1R, 1T, 5, 5AF, 5FA, 5T, 7, 7A, 8, 9, 9M Autóbusz-állomáson: 3, 5A, 5AF, 5FA 804, 814, 8400, 8402, 8406, 8462, 8463, 8465, 8466, 8467, 8472, 8479, 8574, 8587, 8594, 8700, 8706, 8716, 8726, 8727, 8736, 8740 1824, 1841, 1850 |
| 9  | Május 1. út                    | 16 | 1, 1M, 1R, 1T, 5, 5AF, 5FA, 7, 8, 9, 9M 8465, 8466, 8479, 8726, 8727 |
| 11 | Kossuth tér                    | 14 | 1, 1M, 1R, 1T, 5, 5AF, 5FA, 7, 8, 9, 9M 8402, 8472, 8574, 8587, 8594, 8736, 8740 1850 |
| 13 | Móricz Zsigmond tér            | ʃ  | |
| 14 | Fácánoskert lakópark           | ʃ  | |
| 15 | Hotel Gottwald                 | ʃ  | |
| 16 | Margit utca                    | ʃ  | |
| 17 | Golf Hotel                     | ʃ  | |
| 19 | Gerle köz                      | 10 | |
| ʃ  | Golf Hotel                     | 8  | |
| ʃ  | Margit utca                    | 7  | |
| ʃ  | Hotel Gottwald                 | 6  | |
| ʃ  | Fácánoskert lakópark           | 5  | |
| ʃ  | Móricz Zsigmond tér            | 4  | |
| 23 | Környei út                     | 2  | 1, 1M, 1R, 1T, 5, 5AF, 5FA, 5T, 7, 8, 9, 9M 8402, 8472, 8574, 8587, 8594, 8736, 8740 1850 |
| 25 | Fellner Jakab utca Végállomás  | 0  | 1, 1M, 1R, 1T, 5, 5AF, 5FA, 5T, 7, 8, 9, 9M |

## Külső hivatkozások
- Vonalhálózati térképek. MÁV-csoport. (Hozzáférés: 2025. június 8.)